# Schatzspiegel
Schatzspiegel (auch Schatzglas, Erdspiegel, Bergspiegel oder Grundspiegel) der Volkssage nach ein Werkzeug mittelalterlicher Schatzsucher, durch das verborgene Schätze sichtbar werden. Mit dem Erdspiegel konnte man nicht nur durch das Gestein blicken, sondern auch in große Fernen. Tatsächlich dürfte es sich hier um eine Erinnerung an ein der heutigen Goldwaschpfanne ähnliches Gerät der im Mittelalter in deutschen Mittelgebirgen auf Erze prospektierenden Venetianer (Venediger) oder Walen handeln. Einer anderen Theorie zufolge war der Schatzspiegel eine Lupe.